# Janaúba
Janaúba là một đô thị thuộc bang Minas Gerais, Brasil. Đô thị này có diện tích 2189 km², dân số năm 2007 là 65387 người, mật độ 29,87 người/km².